# The Best of Arthur C. Clarke
The Best of Arthur C. Clarke este o colecție de povestiri științifico-fantastice scrise de autorul britanic Arthur C. Clarke și publicată în 1973 de Sidgwick & Jackson.

## Cuprins
Conține povestirile:
- 1933: A Science Fiction Odyssey
- "Travel by Wire!"
- "Retreat from Earth"
- "The Awakening"
- "Whacky"
- "Castaway"
- "History Lesson" (Lecția de istorie)
- "Hide and Seek" (De-a v-ați ascunselea)
- "Second Dawn"
- "The Sentinel" (Sentinela)
- "The Star" (Steaua)
- "Refugee"
- Venture to the Moon
  - "The Starting Line"
  - "Robin Hood, F.R.S."
  - "Green Fingers"
  - "All That Glitters"
  - "Watch This Space"
  - "A Question of Residence"
- "Into the Comet"
- "Summertime on Icarus"
- "Death and the Senator"
- "Hate"
- "Sunjammer"
- "A Meeting with Medusa"
- Bibliografie